# Vassia Lojkine
 (août 2024).
Vassia Lojkine, de son vrai nom Alexey Vladimirovitch Koudeline, né le 18 août 1976, à Solnetchnogorsk, dans la région de Moscou, en RSFSR, est un artiste et designer russe, musicien, fondateur du groupe musical « Ebonitovy Kolotun » (Эбонитовый колотун) et leader du groupe « Vassia Lojkine et quelques personnes » (Вася Ложкин и какие-то люди). Membre de la société des « Artistes de Sorcellerie », il est notamment connu pour ses peintures, dont les sujets principaux sont les alcooliques, les retraités, les ours, les lièvres et les chats.

## Art
Le travail de Vassia Lojkine est classé comme ressortant du primitivisme, mais l'artiste lui-même dit que « son art n'est pas du primitivisme au sens large ». Lui-même affirme ne pas savoir dessiner et ne pas avoir l’oreille musicale. Depuis les années 1990, Lojkine peint ses tableaux à la gouache, et depuis 2000 il passe à l'huile, puis à l'acrylique et à la détrempe. Dans ses peintures et ses chansons, l’artiste ridiculise la réalité moderne à travers la ville fictive de Kobylozadovsk et, selon ses convictions esthétiques, il se considère comme un « stalinien orthodoxe ». Niant la composante politique de son œuvre, l'artiste note que ses peintures s'adressent au cœur et non à l'esprit,,,.